# Вустер
Ву́стер (англ. Worcester, МФА: [ˈwʊstə]) — город в Англии, выделенный в отдельный район со статусом «сити». Расположен в центре церемониального и неметропольного графства Вустершир.
В современных границах — с 1974 года, после присоединения к городу Вустер двух гражданских приходов Уорндон и Сент-Питер. Занимает территорию 33 км² и граничит на востоке с районом Уичейвон, на западе — с районом Молверн-Хилс. На территории города проживают 93 353 человек, при средней плотности населения 2805 чел./км².
Вустер управляется городским советом, состоящим из 35 депутатов, избираемых в 15 округах. В результате последних выборов[когда?] правящую коалицию в совете образуют лейбористы и зелёные, занимающие соответственно 16 и 2 места; консерваторы с 17 местами находятся в оппозиции.
На территории города расположен построенный в XIII—XIV веках Вустерский кафедральный собор — центр англиканской епархии Вустер.
По имени города получил название вустерский соус. В городе расположен Вустерский университет, а также штаб-квартира Королевского общества спасения жизни утопающих (англ. аббр. RLSS).